# Kuarit
Kuarit (ou Quarit) est un woreda de la zone Mirab Godjam de la région Amhara, dans le nord-ouest de l'Éthiopie. Le woreda a 114 771 habitants en 2007. Son chef-lieu est Gebeze Mariam.

## Géographie
Situé au centre de la zone Mirab Godjam, Kuarit se caractérise par un relief montagneux avec, par exemple, le mont Mizan vers 2 900 m d'altitude. Le woreda et la zone culminent à 3 619 m d'altitude au mont Amedamit dans les montagnes Choqa[Où ?].
Le chef-lieu, Gebeze Mariam, est à environ 2 200 m d'altitude, une cinquantaine de kilomètres au nord-ouest de Finote Selam. Il est arrosé par la rivière Birr[réf. souhaitée] et desservi par une route secondaire qui rejoint la route Addis-Abeba-Baher Dar à Jiga dans le woreda Jabi Tehnan.
|        | Yilmana Densa | Goncha     |
| Sekela | Kuarit        | Dega Damot |
|        | Jabi Tehnan   |            |

## Histoire
Le woreda Goncha s'est séparé de Kuarit en 2007.

## Démographie
D'après le recensement national de 2007 réalisé par l'Agence centrale de la statistique (Éthiopie), Kuarit compte 114 771 habitants et 4 % de la population est urbaine,.
La quasi-totalité des habitants (99,9 %) sont orthodoxes.
La population urbaine correspond aux 4 750 habitants de Gebeze Mariam.
Avec une superficie de 603 km2[réf. souhaitée], le woreda a en 2007 une densité de population de 190 personnes par km2.
Début 2022, la population du woreda est estimée, par projection des taux de 2007, à 160 364 personnes.